# Alexandr Barabanov
Alexandr Dmitrijevič Barabanov (rusky Александр Дмитриевич Барабанов; * 17. června 1994) je profesionální ruský hokejový útočník, který momentálně působí v ruské KHL, kde nastupuje za tým Ak Bars Kazaň. Během svého působení v KHL získal v řadách SKA Petrohrad dvakrát Gagarinův pohár.

## Statistiky

### Klubové statistiky
| Sezóna      | Klub                | Soutěž      |     | Základní část | Základní část | Základní část | Základní část | Základní část |    | Play off | Play off | Play off | Play off | Play off |
| Sezóna      | Klub                | Soutěž      | Z   | G             | A             | B             | TM            | Z             | G  | A        | B        | TM       |          |          |
| 2010–11     | SKA 1946            | MHL         | 29  | 6             | 4             | 10            | 10            | —             | —  | —        | —        | —        |          |          |
| 2011–12     | SKA 1946            | MHL         | 48  | 18            | 21            | 39            | 16            | 5             | 2  | 0        | 2        | 0        |          |          |
| 2012–13     | SKA 1946            | MHL         | 64  | 39            | 42            | 81            | 14            | 7             | 5  | 2        | 7        | 27       |          |          |
| 2012–13     | SKA-Neva            | VHL         | 1   | 0             | 0             | 0             | 0             | —             | —  | —        | —        | —        |          |          |
| 2013–14     | SKA 1946            | MHL         | 20  | 18            | 12            | 40            | 4             | 6             | 3  | 1        | 4        | 0        |          |          |
| 2013–14     | SKA Petrohrad       | KHL         | 5   | 1             | 0             | 1             | 2             | 4             | 1  | 0        | 1        | 0        |          |          |
| 2013–14     | SKA-Neva            | VHL         | 21  | 7             | 3             | 10            | 8             | —             | —  | —        | —        | —        |          |          |
| 2014–15     | SKA 1946            | MHL         | 21  | 16            | 15            | 31            | 6             | 15            | 9  | 8        | 17       | 2        |          |          |
| 2014–15     | SKA Petrohrad       | KHL         | 15  | 4             | 2             | 6             | 0             | 1             | 0  | 0        | 0        | 0        |          |          |
| 2014–15     | SKA-Neva            | VHL         | 13  | 1             | 2             | 3             | 6             | —             | —  | —        | —        | —        |          |          |
| 2015–16     | SKA Petrohrad       | KHL         | 40  | 6             | 11            | 17            | 48            | 14            | 1  | 3        | 4        | 4        |          |          |
| 2015–16     | SKA-Neva            | VHL         | 10  | 10            | 3             | 13            | 0             | —             | —  | —        | —        | —        |          |          |
| 2016–17     | SKA Petrohrad       | KHL         | 55  | 13            | 12            | 25            | 10            | 17            | 2  | 2        | 4        | 2        |          |          |
| 2017–18     | SKA Petrohrad       | KHL         | 46  | 10            | 12            | 22            | 4             | 13            | 3  | 3        | 6        | 6        |          |          |
| 2018–19     | SKA Petrohrad       | KHL         | 58  | 17            | 29            | 46            | 12            | 15            | 3  | 2        | 5        | 2        |          |          |
| 2019–20     | SKA Petrohrad       | KHL         | 49  | 11            | 9             | 20            | 22            | 4             | 1  | 2        | 3        | 2        |          |          |
| 2020–21     | Toronto Maple Leafs | NHL         | 13  | 0             | 1             | 1             | 4             | —             | —  | —        | —        | —        |          |          |
| 2020–21     | Toronto Marlies     | AHL         | 2   | 2             | 3             | 5             | 0             | —             | —  | —        | —        | —        |          |          |
| 2020–21     | San Jose Barracuda  | AHL         | 2   | 0             | 0             | 0             | 0             | —             | —  | —        | —        | —        |          |          |
| 2020–21     | San Jose Sharks     | NHL         | 9   | 3             | 4             | 7             | 2             | —             | —  | —        | —        | —        |          |          |
| 2021–22     | San Jose Sharks     | NHL         | 70  | 10            | 29            | 39            | 14            | —             | —  | —        | —        | —        |          |          |
| 2022–23     | San Jose Sharks     | NHL         | 68  | 15            | 32            | 47            | 20            | —             | —  | —        | —        | —        |          |          |
| 2023–24     | San Jose Sharks     | NHL         | 46  | 4             | 9             | 13            | 12            | —             | —  | —        | —        | —        |          |          |
| KHL celkově | KHL celkově         | KHL celkově | 262 | 62            | 75            | 137           | 54            | 68            | 11 | 12       | 23       | 16       |          |          |
| NHL celkově | NHL celkově         | NHL celkově | 206 | 32            | 75            | 107           | 52            | —             | —  | —        | —        | —        |          |          |

### Reprezentační statistiky
PIM
| Rok                            | Tým                            | Soutěž                         | Z  | G | A  | B  | TM |
| ------------------------------ | ------------------------------ | ------------------------------ | -- | - | -- | -- | -- |
| 2012                           | Rusko 18                       | MS18                           | 6  | 1 | 1  | 2  | 0  |
| 2014                           | Rusko 20                       | MSJ                            | 7  | 3 | 3  | 6  | 4  |
| 2017                           | Rusko                          | MS                             | 10 | 0 | 3  | 3  | 2  |
| 2018                           | OAR                            | ZOH                            | 6  | 1 | 1  | 2  | 2  |
| 2018                           | Rusko                          | MS                             | 8  | 4 | 4  | 8  | 2  |
| 2019                           | Rusko                          | MS                             | 10 | 0 | 3  | 3  | 2  |
| 2021                           | ROC                            | MS                             | 8  | 4 | 4  | 8  | 2  |
| Juniorská reprezentace celkově | Juniorská reprezentace celkově | Juniorská reprezentace celkově | 13 | 4 | 4  | 8  | 4  |
| Seniorská reprezentace celkově | Seniorská reprezentace celkově | Seniorská reprezentace celkově | 42 | 9 | 15 | 24 | 10 |